# Estêvão Branković
Estêvão III (Stefan Branković em servo-croata) foi um déspota da Sérvia entre 1458 e 1459. Era filho de Jorge I, irmão mais novo de Lázaro II e foi regente em nome de sua sobrinha Helena Maria. Permaneceu fora da linha de sucessão até a morte de todos os seus parentes, a quem sucedeu por breve período.
Com a morte de Helena, foi coroado déspota. No entanto, em 8 de abril de 1458, os reis Matias I da Hungria e Estêvão Tomás da Bósnia invadiram a Sérvia e o destronaram, impondo no trono o usurpador bósnio Estêvão IV, filho deste último e marido de Helena Maria.
Quando a Sérvia foi conquistada pelos otomanos, no ano seguinte, o filho de Estêvão, João da Sérvia, conduziu os refugiados sérvios para o sul do país. Lá foi reconhecido como Príncipe dos Sérvios.
Estêvão III foi canonizado e é venerado como santo pela Igreja Ortodoxa Sérvia.